# فيس لفت
|                          |
|                          |
| فيس لفت لسيارة مرسيدس SL |

فيس لفت أو شد الوجه (بالإنجليزية: Facelift)‏ وتعرف أيضا باسم تحديث منتصف الجيل (بالإنجليزية:  mid-generational refresh)‏ هو مصطلح يطلق على تحسينات تهدف إلى تجميل السيارة أثناء دورة إنتاجها، وتلجأ شركات السيارات إلى هذه العملية في مرحلة منتصف الجيل للسيارة لإعطاء دفعة تسويقية تنشط مبيعاتها، كما أن ذلك يعيد تقديم السيارة للمشترين من دون الضلوع في إعادة تصميم كاملة للسيارة. في كثير من الأحيان تكون التغييرات مقصورة على الشكل الخارجي أو في اضافات أو تغييرات بسيطة في التصميم الداخلي ولكن التغييرات تكون محدودة في ميكانيكية السيارة ومحركها.